# Oncidium bicolor
Oncidium bicolor là một loài phong lan có ở đông bắc Venezuela tới Brasil.

## Hình ảnh

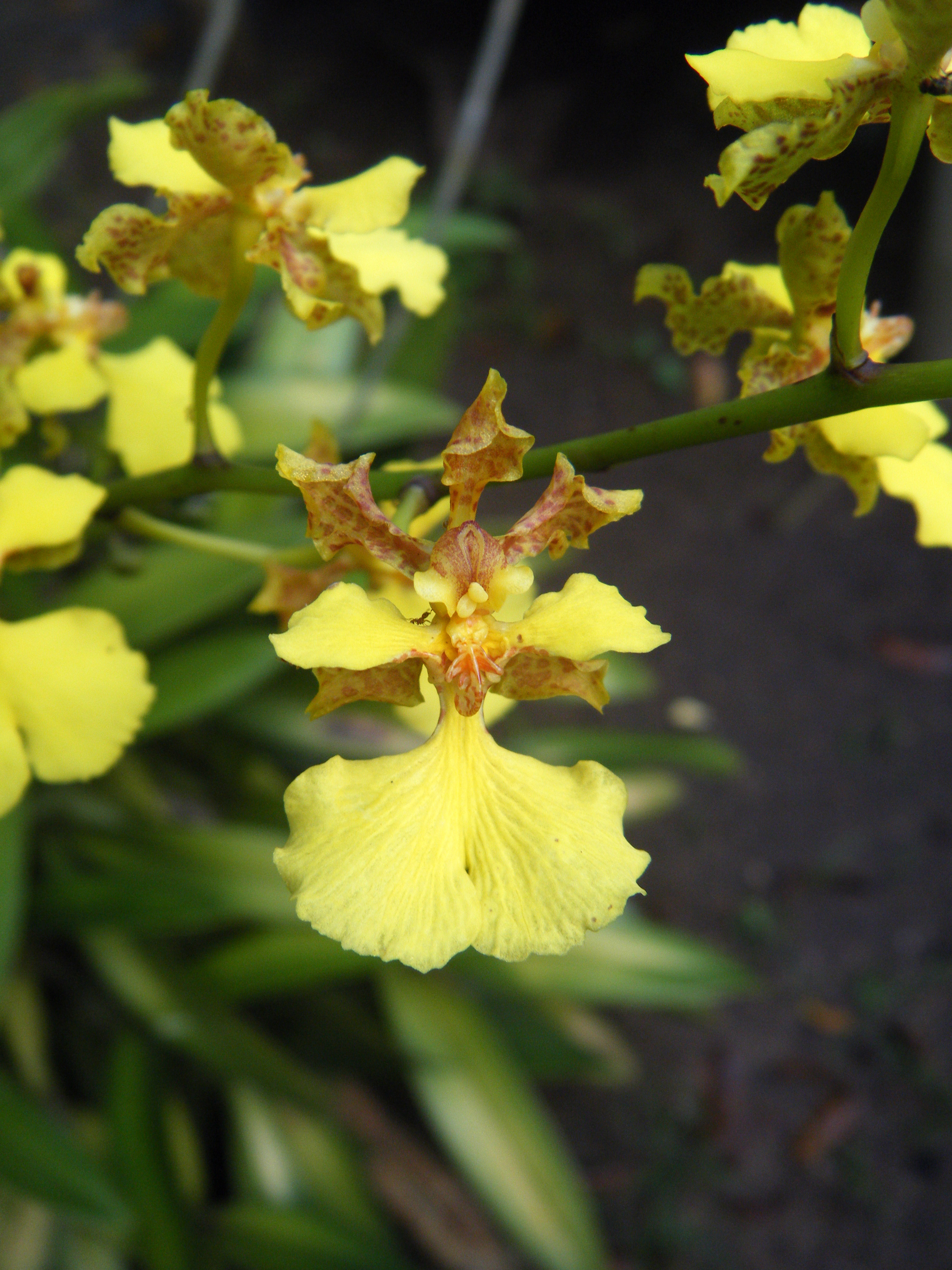